# Elisa Palomino
Elisa Asunción Palomino Pérez (Valencia, 1969) es una diseñadora de moda y docente española.

## Biografía
Elisa Palomino nació en Valencia y se crio en Cuenca. Su madre tenía un taller de restauración de pintura, lo que  condicionó su formación en Bellas Artes en Valencia, enfocando su interés hacia la moda. Se formó también en diseño textil en la Escuela de Diseño de Saint Martins. Durante sus estudios recibió una clase de Alexander McQueen. Comenzó su programa de doctorado en 2017 en el London College of Fashion, centrándose en la piel de peces indígenas del Ártico.

### Diseño de moda
Palomino comenzó su carrera en la moda en Moschino antes de mudarse a París y gestionar el taller de John Galliano durante siete años. Antes de mudarse a Nueva York en 2008, trabajó para Roberto Cavalli y, posteriormente diseñó para Diane von Fürstenberg.
En 2010 lanzó su propia marca y ganó el concurso Who is on Next? Premio Libertad de Moda. En 2012, se mudó a Londres, año que presentó su cuarta colección en la Semana de la Moda de Madrid primero, y en la Semana de la Moda de Londres. Su marca estuvo presente durante un total de cinco temporadas.

### Docencia
En 2012 fue contratada por la facultad de Central Saint Martins como directora del departamento de Impresión de moda BA. En 2019, como profesora asociada, obtuvo una beca de investigación del Programa Fulbright por su proyecto titulado Ropa de piel de pescado indígena del Ártico: Impactos culturales y ecológicos en la educación superior en moda. Su investigación fue supervisada por el Centro de Estudios Árticos de la Institución Smithsonian. También ha trabajado en el proyecto de investigación FishSkin financiado por la Unión Europea. En 2021, los bolsos y zapatillas de piel de pescado que Palomino fabricó con antropólogos del Museo Nacional de Historia Natural de los Estados Unidos se exhibieron en la exposición "FUTURES" del edificio de Artes e Industrias de la Institución Smithsonian, junto con trabajos anteriores en piel de pescado pertenecientes a la colección del museo.
Palomino también ha impartido docencia en la Real Academia de Bellas Artes de Dinamarca, la Academia de Artes de Islandia, la Universidad Academia de Arte de San Francisco, en el Instituto de Tecnología de la Moda, el Shenkar College of Engineering and Design y en la Universidad Bunka Gakuen.

## Obras
- Palomino, E. (2020). SDG 14 Life Below Water: Introducing fish skin as a sustainable raw material for fashion. En IB Franco, T. Chatterji, E. Derbyshire y J. Tracey (Eds.), Actioning the Global Goals for Local Impact (págs. 229-246). Springer Singapur. https://doi.org/10.1007/978-981-32-9927-6_15
- Palomino, E. y Rahme, L. (2020). Indigenous arctic fish skin – A study of different traditional skin processing technology. Society of Leather Technologists and Chemists Journal from Northampton University, aceptada para su publicación.